# Monumento a Luiz Pereira Barreto
O Monumento a Luiz Pereira Barreto é um conjunto escultórico localizado na Praça Marechal Deodoro, em São Paulo. Foi criado por Galileo Emendabili e inaugurado em 1929.

## História

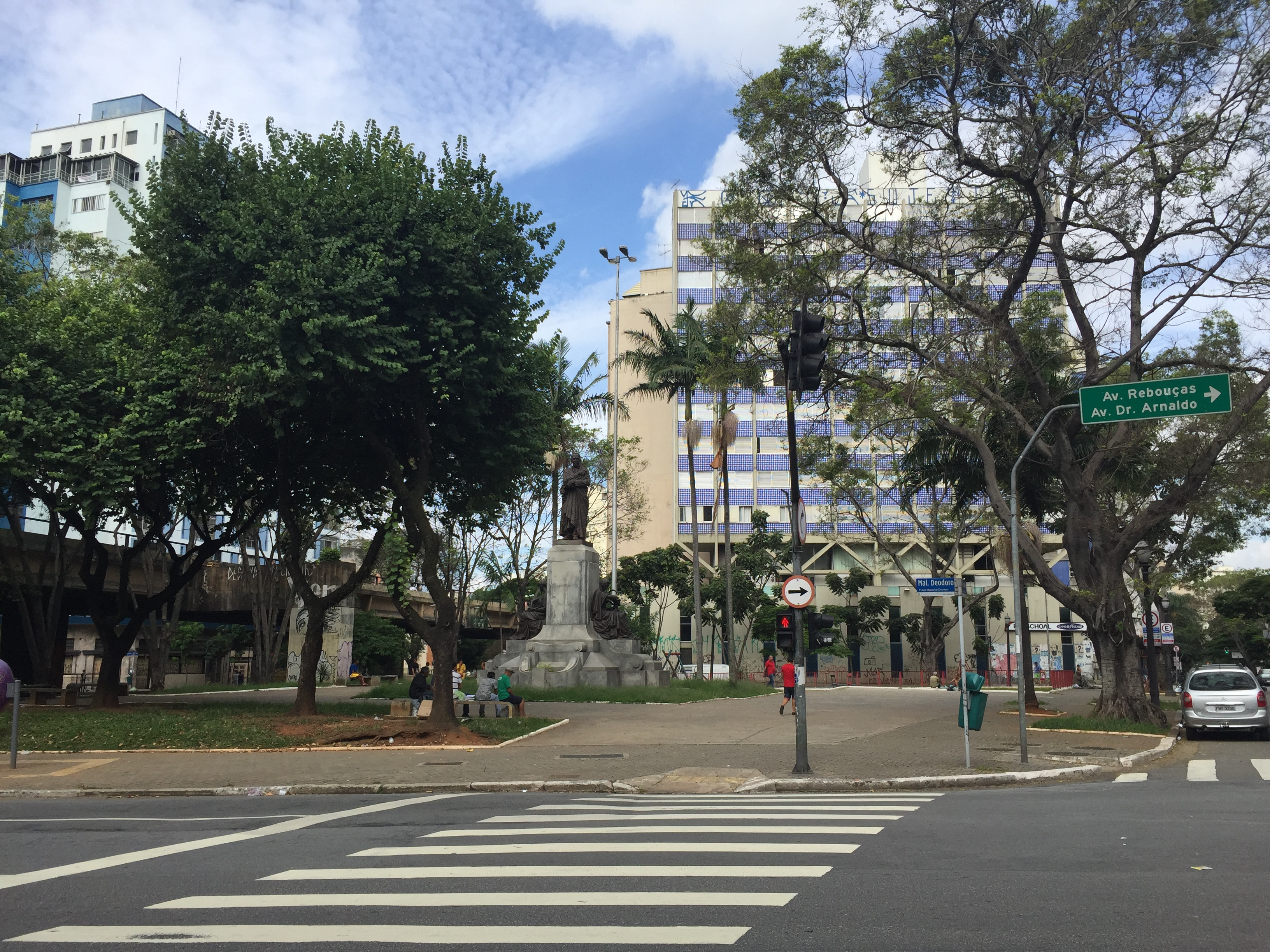
Vista geral da Praça Marechal Deodoro.

A iniciativa para a construção do monumento saiu da Sociedade de Medicina e Cirurgia de São Paulo, que, na década de 1920, decidiu homenagear o médico Luiz Pereira Barreto. Foi organizado um edital público para selecionar o artista responsável pela criação da obra.
Emendabili, vencedor do edital, espantou-se com o rigor academicista imposto pela comissão avaliadora. Na produção do monumento seguiu as orientações do edital, que exigia destaque ao homenageado, mas produziu com mais liberdade estética as representações femininas, nas laterais da obra.
O monumento foi terminado por Emendabili no fim de 1928 em seu ateliê, na Rua das Flores (Praça Clóvis Bevilaqua). Com o aval da Prefeitura de São Paulo, em fevereiro de 1929, o monumento foi instalado na Praça Marechal Deodoro, que não contava à época com nenhuma outra obra. A Praça Marechal Deodoro tem um formato triangular, localizada na intersecção entre a Avenida São João, a Rua das Palmeiras e a Avenida Angélica. A obra foi oficialmente inaugurada em 3 de maio de 1929, na gestão do prefeito Pires do Rio.
Nos anos 2000, dentro do projeto de revitalização da Praça Marechal Deodoro, o monumento foi restaurado. A construção do Minhocão modificou a concepção paisagística da obra, degradando o entorno da praça e comprometendo a visualização do monumento.

## Descrição
O Monumento a Luiz Pereira Barreto mede, em sua totalidade, 10 metros. É feito de granito e bronze. O principal elemento do conjunto escultórico é uma representação de Barreto, em pé, portando uma tradicional vestimenta médica. Apesar de médico, Barreto atuou também na agricultura, por exemplo, ao desenvolver a produção de uvas para o mercado de vinhos no Brasil. O pedestal do monumento, de granito, mede aproximadamente cinco metros, o que no total faz a obra medir quase dez metros de altura. As medidas dessa escultura principal são 4,37m x 1,42m x 1,42m.
Ao lado da imagem principal, há esculturas de personagens femininas, Hígia e Ceres, representando respectivamente a medicina e a agricultura. As deusas foram produzidas numa combinação de elementos academicistas e art déco. A representação de Hígia tem sobre suas pernas uma taça e está envolta por uma serpente. A representação de Ceres segura uvas, símbolo da fertilidade.

## Galeria

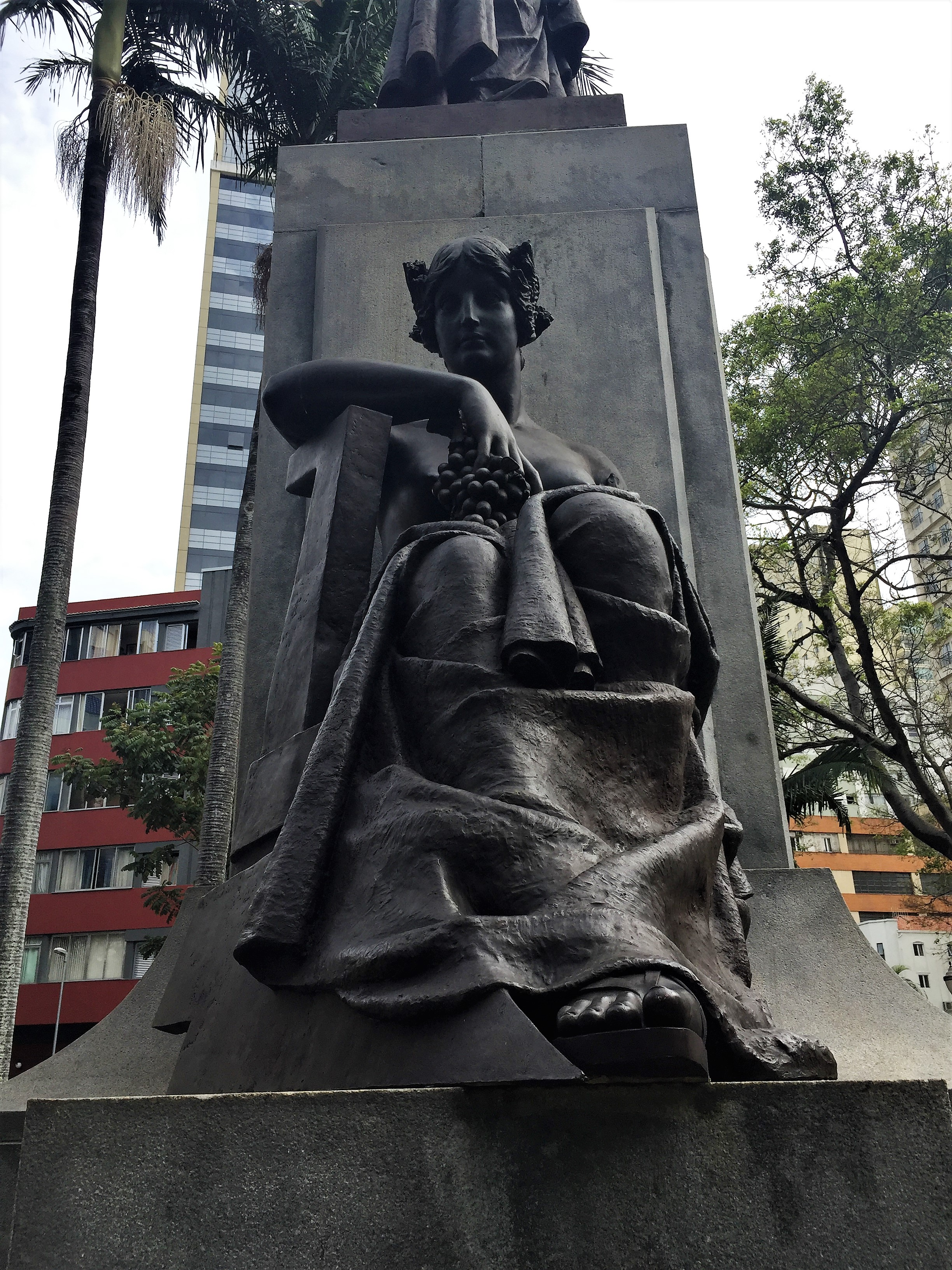
Representação da agricultura.
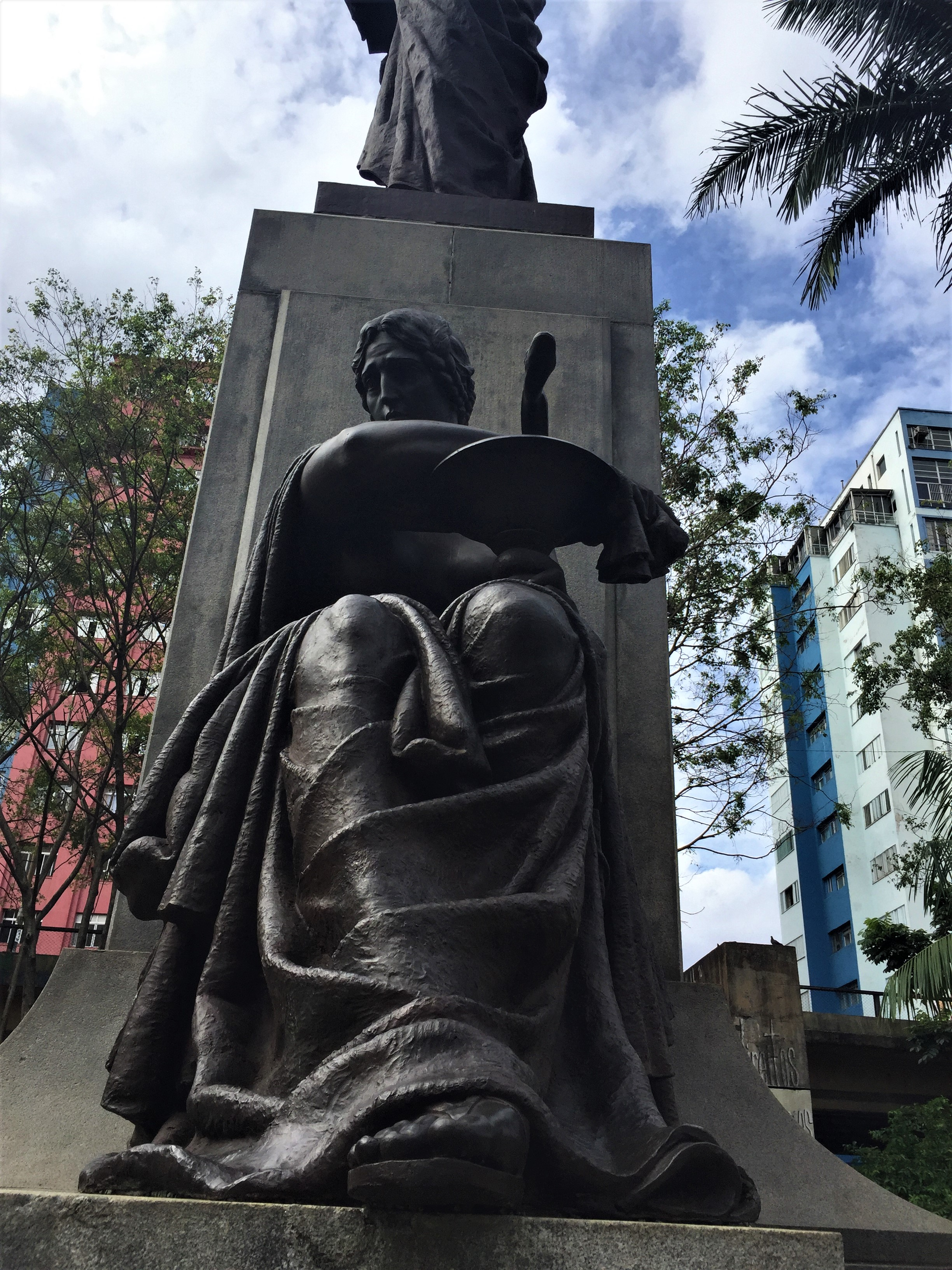
Representação da medicina.
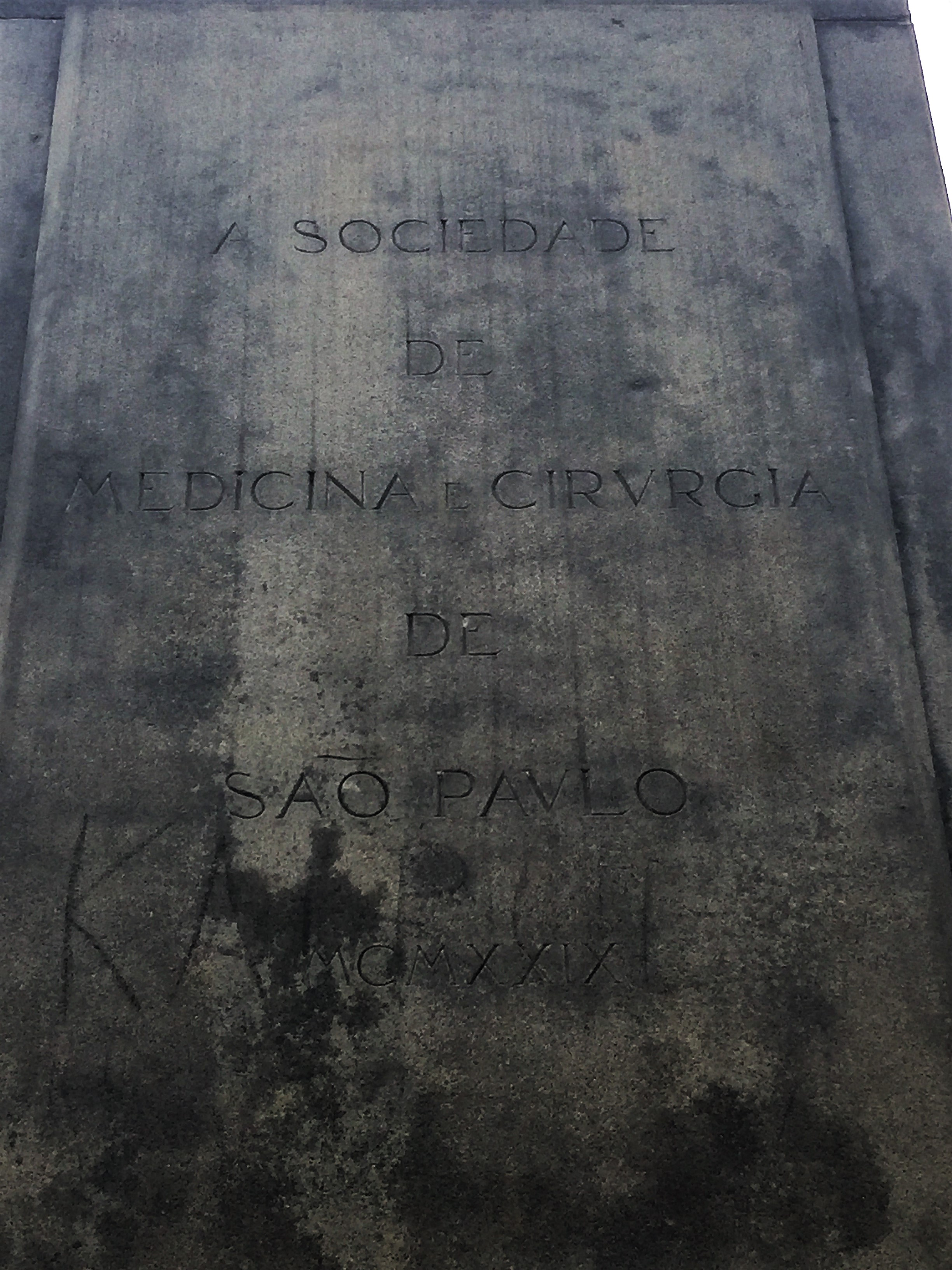
Inscrição na vista traseira.
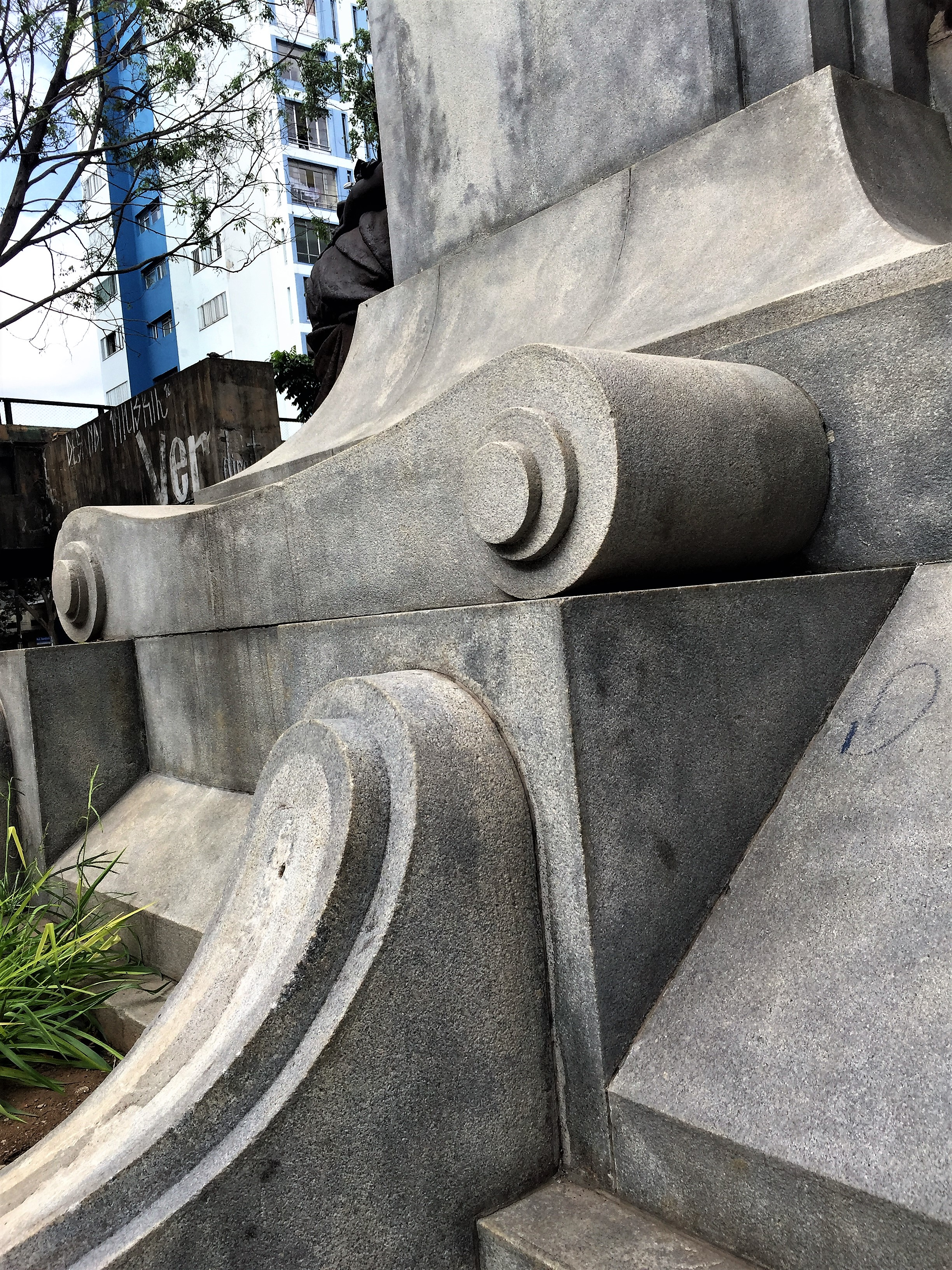
Base da escultura.
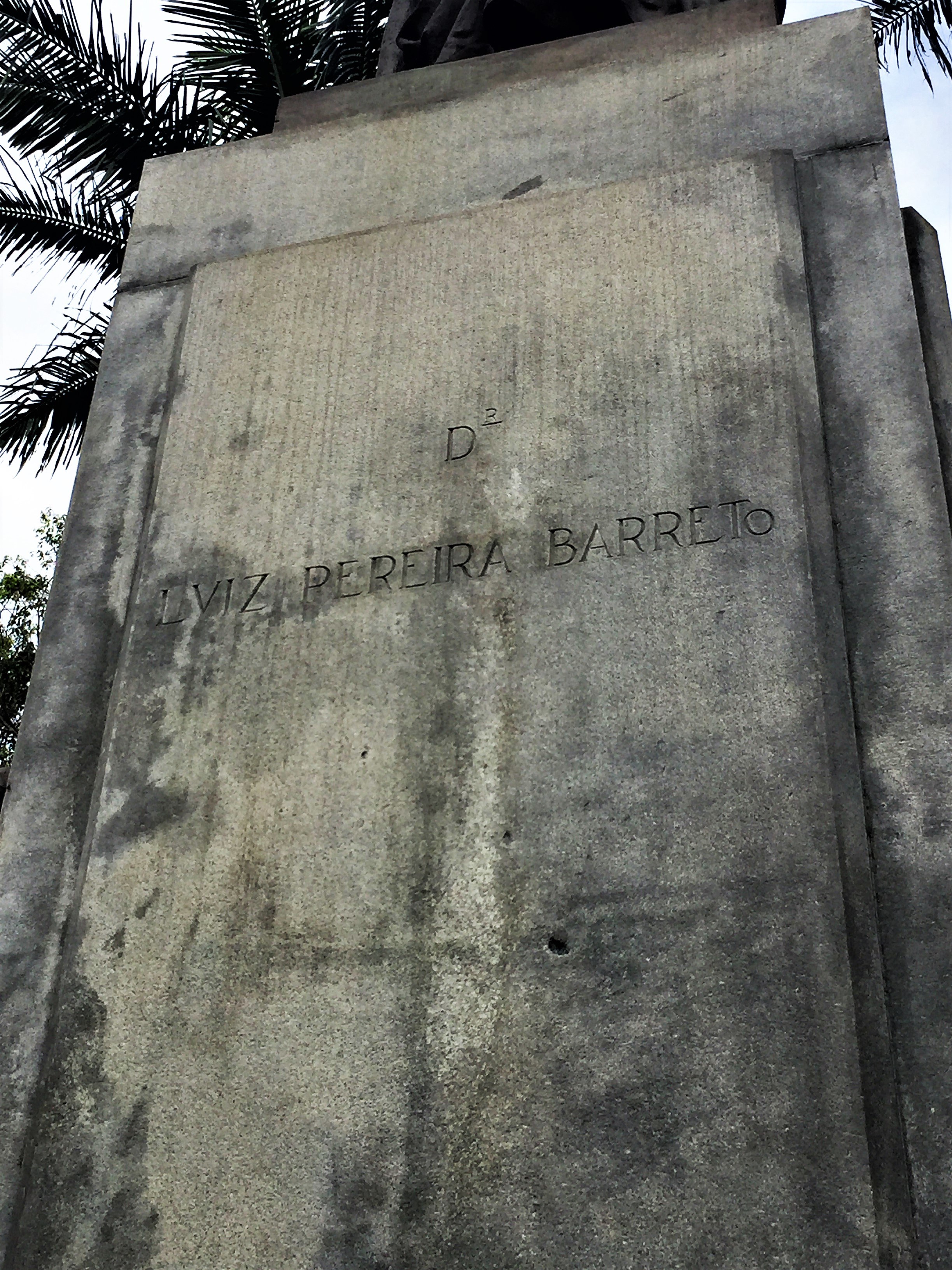
Inscrição na vista frontal.